# Cellettes (Charente)
Cellettes is een gemeente in het Franse departement Charente (regio Nouvelle-Aquitaine) en telt 415 inwoners (1999). De plaats maakt deel uit van het arrondissement Confolens.

## Geografie
De oppervlakte van Cellettes bedraagt 9,4 km², de bevolkingsdichtheid is 44,1 inwoners per km².
De onderstaande kaart toont de ligging van Cellettes (Charente) met de belangrijkste infrastructuur en aangrenzende gemeenten.

## Demografie
Onderstaande figuur toont het verloop van het inwonertal (bron: INSEE-tellingen).